# Casa Joseph Zoller din Iași
Casa Joseph Zoller este un monument istoric situat în municipiul Iași, județul Iași, situat pe strada Elena Doamna la numărul 39. Clădirea a fost construită la începutul secolului al XX-lea și figurează pe lista monumentelor istorice (cod LMI IS-II-m-B-03865).
Casa Joseph Zoller este singurul monument istoric din Iași restaurat din fonduri personale și aflat în proprietate privată. Face parte dintr-un grup de patru monumente istorice amplasate de-a lungul străzii Elena Doamna.

## Detalii generale
Casa a fost construită în stilul neoclasic francez, în culoarea alb-crem. Are opt camere cu legătură între ele, iar în procesul de restaurare s-a urmărit respectarea întocmai a compartimentării inițiale.
Casa datează de la începutul secolului al XX-lea, din perioada 1912-1915, și este situată pe un sit istoric rezidențial de pe strada Elena Doamna. Strada era numită până la 1900 strada Albă, un important bulevard de promenadă și zonă comercială a Iașului, fiind locuită preponderent de evrei. De aici, și denumirea sub care a fost cunoscută casa, ”Palatul Alb de pe strada Albă”. 
Casa este cumpărată de actualul proprietar în 2013, iar procesul de restaurare a durat din 2013 până în 2016. Ca un echilibru în timp, Zoller, proprietarul inițial al clădirii, a construit casa și fabrica sa de ciocolată tot în trei ani.

## Joseph Zoller
Joseph Zoller a fost un filantrop și industriaș evreu, care s-a născut în 1875 în Herța și a decedat în 1924 din cauza unei leucemii. În anul 1901 vine la Iași fără dotă și își începe cariera de cofetar. Inițial, își deschide fabrica de ciocolată într-un spațiu închiriat, după care își construiește propria fabrică odată cu casa, între anii 1912 și 1915. Împreună cu soția sa, Bela Adela Copolovici, are 4 copii: Theophilia (Filly), Paula, Millo și Elsa. După moartea lui Zoller, în 1924, familia reușește să supraviețuiască pogromului de la Iași refugiindu-se în București, ulterior la Paris, luându-și de fiecare dată viața de la capăt. 
Dezarhivând documente, proprietara actuală a casei a reușit să descopere mormântul lui Joseph Zoller la Cimitirul Evreiesc din Iași, dar și pe urmașul în viață al lui Zoller, nepotul său, Doru Mihail Margulies, stabilit în Italia.

## Procesul de restaurare al Casei Joseph Zoller

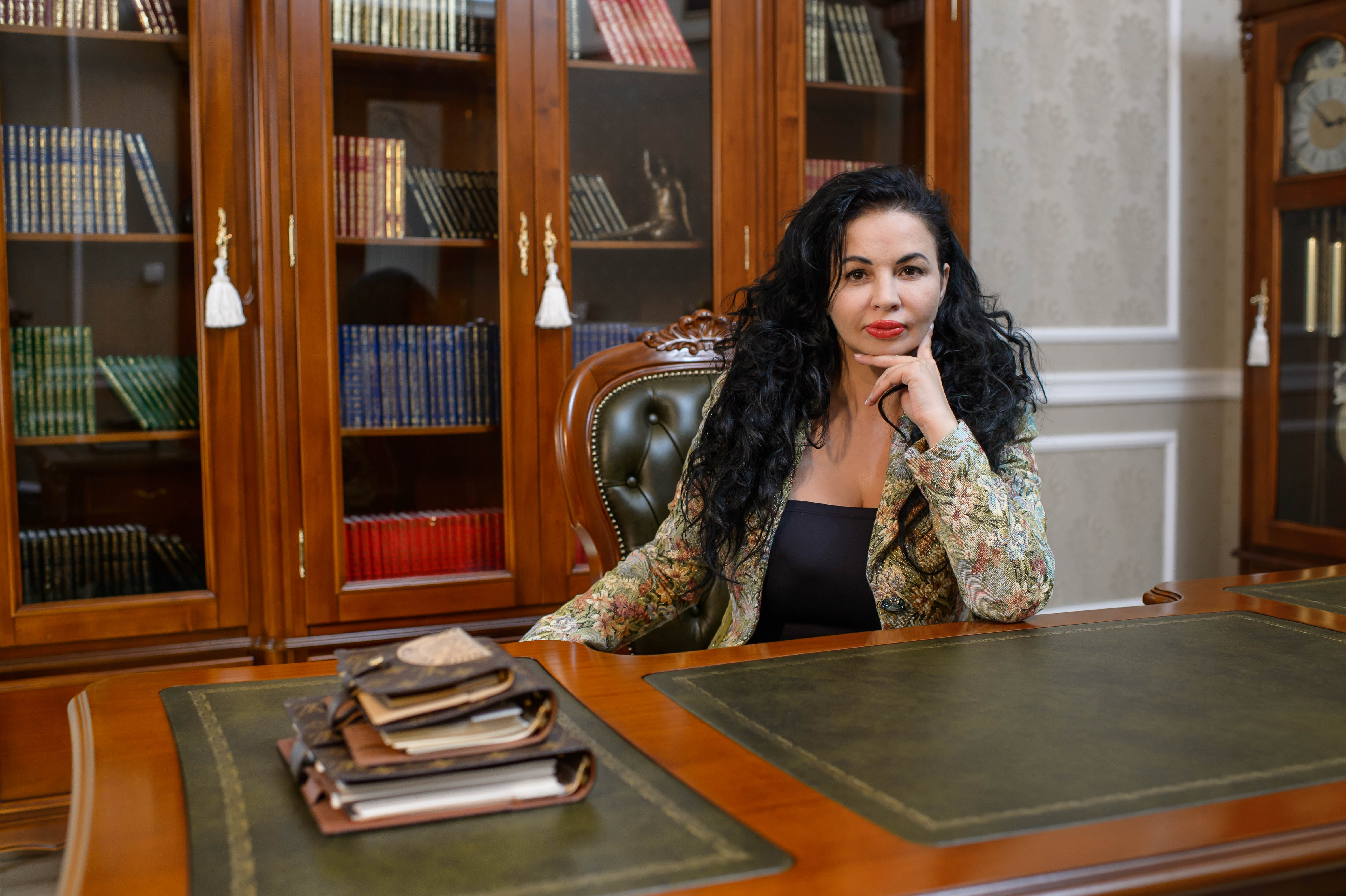
Avocata Gianina Vera Poroșnicu, actualul proprietar al Casei Joseph Zoller.

Unul dintre marile avantaje în procesul de restaurare a fost că la Arhivele Naționale Române schițele s-au păstrat intacte. Acest lucru a facilitat procesul de restaurare întocmai după indicațiile arhitectului, atât din punct de vedere al detaliilor casei, cât și a curții. Toate documentările au fost finanțate de actuala proprietară, Gianina Vera Poroșnicu.
Casa excelează prin valoarea ei arhitecturală, exteriorul specific neoclasicului fiind foarte bine conservat în elementele de decor de pe fațadă.
Curtea a fost amenajată după aceleași principii ale arhitecturii neoclasice: proporții, rotunjimi, echilibru și armonie. Casa avea în trecut, de jur împrejurul ei, un adevărat domeniu cu viță de vie și pomi fructiferi, iar vizavi era un rond de flori, loc de întoarcere a caleștilor.
Astăzi, la poarta casei se află un infochioșc unde cei interesați pot afla povestea casei, cea a străzii și a familiei Zoller, chioșc amplasat și întreținut de proprietara casei.
Interiorul casei a fost restaurat cu aceeași responsabilitate, conservându-se tot ceea ce s-a găsit autentic. Interiorul casei era bogat pictat la momentul începerii proceselor de restaurare. 
Materialele de construcție folosite în interior au fost piatra, lemnul și bronzul. Echipa de arhitecți care a contribuit la restaurarea clădirii a fost aceeași care a restaurat Palatul Culturii din Iași.

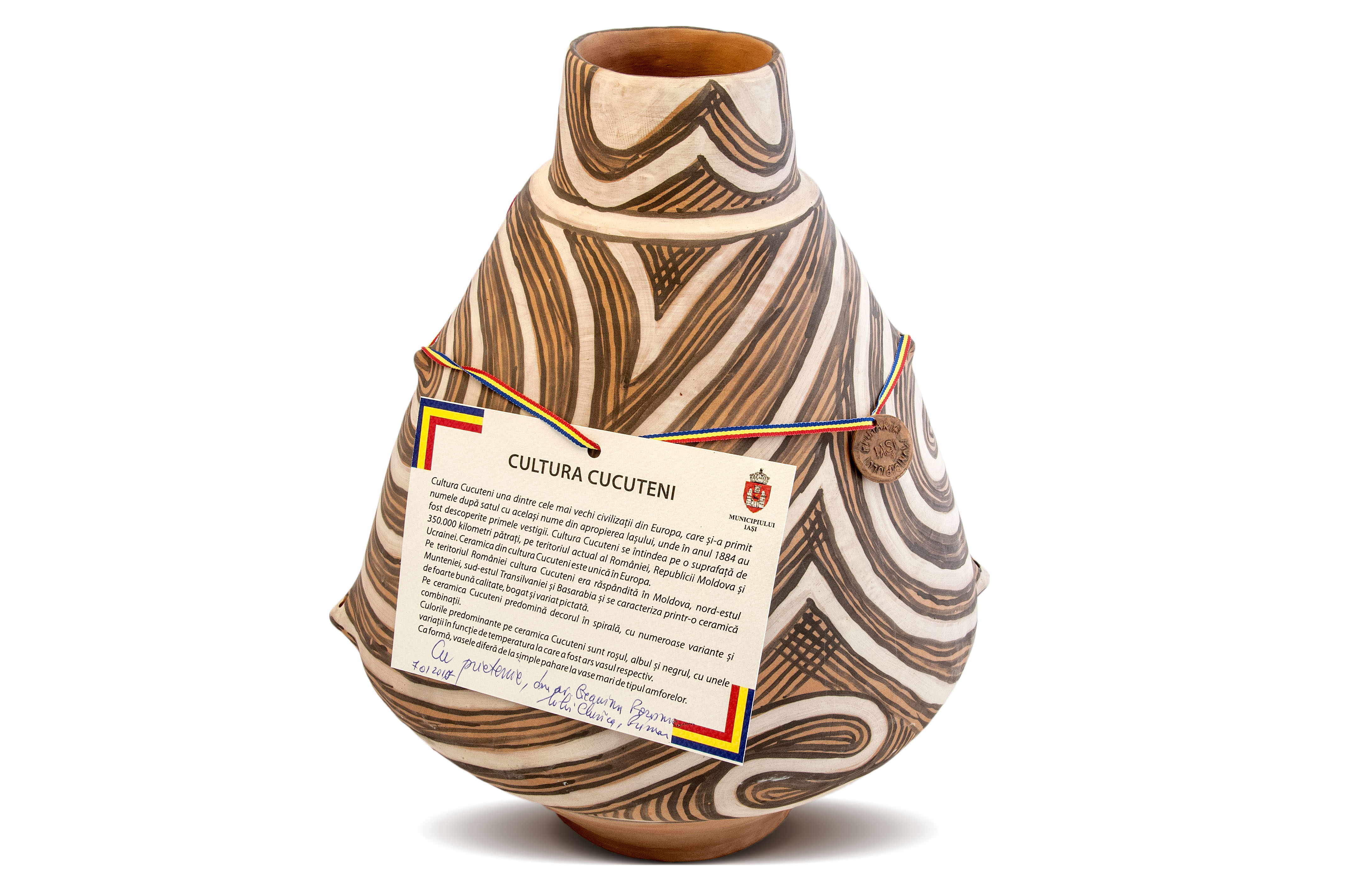
Vas Cucuteni, dar de la autorități pentru Casa Joseph Zoller - 1912

Procesul de restaurare și-a atins succesul, fiindcă s-a păstrat o serie de elemente din arhitectură: gardul este cel original, bucata lipsă fiind restaurată din fier lucrat manual; bârnele sunt cele din 1912, păstrând cuiele și cariile timpului, marchiza de la intrarea principală este cea din 1912. 
Munca de restaurare a primit recunoașterea autorităților locale și casa a fost inclusă în albumul Iașului, alături de celelalte monumente istorice ale orașului. Restauratoarea a fost recompensată, astfel, pentru efortul depus. 
Din păcate, fabrica de ciocolată din spatele casei nu s-a mai păstrat, dar s-au găsit informații din documentele vremii care atestă că ea era alipită casei într-o concepție modernă, cu terasă, cișmea, latrină și camera personalului, iar stilul arhitectural era același cu cel al casei. Fabrica avea 25 de angajați la data construcției sale, în 1912, iar Joseph Zoller adusese din Germania una dintre cele mai performante mașinării ale vremii în fabrica sa de ciocolată.

## Contextul geografic și istoric
În dreapta casei sunt alte două clădiri istorice: cea de la nr. 35 adăpostește azi Biserica Nouapostolică din Iași, cealaltă a adăpostit fosta garnizoană germană din Al Doilea Război Mondial. În stânga, în josul străzii, se află o casă boierească veche din secolul al XIX-lea, cu cerdac, în stil neoromânesc, care a fost declasată ca monument istoric din cauza degradării. În apropierea casei mai sunt Biserica Albă, construită în 1750 și inclusă în lista monumentelor istorice în 2015, Sinagoga Mare, cel mai vechi edificiu de cult mozaic din România, Sinagoga Merarilor din 1865 și centrul evreiesc. În josul străzii este amplasată Baia Turcească din Iași, construită înspre sfârșitul secolului al XIX-lea. 
Casa are o istorie care se întinde pe parcursul a mai mult de 100 de ani. 
În Primul Război Mondial, casa găzduiește corpul diplomatic francez și aici se mută marchizul Hubert de Belloy de Saint-Liénard, căpitan de vas, căsătorit cu Clara Elena Bibescu, descendentă directă a lui Gheorghe Bibescu și a lui Constantin Brâncoveanu. În această perioadă, Regina Maria a României vizitează familia Zoller.  
În Al Doilea Război Mondial casa a fost sediul Ministerului Muncii.  
În perioada comunistă devine secție de poliție și fabrică de săpun. În procesul de naționalizare, casa este luată de statul român și împărțită în 4 apartamente care găzduiesc 4 familii, iar fabrica dispare. 
Toată povestea casei și mărturiile din arhive sunt cuprinse în monografia istorică scrisă de către domnul Sorin Iftimi, doctor în istorie, monografie publicată de proprietara Gianina Vera Poroșnicu. 

## Casa Joseph Zoller în prezent

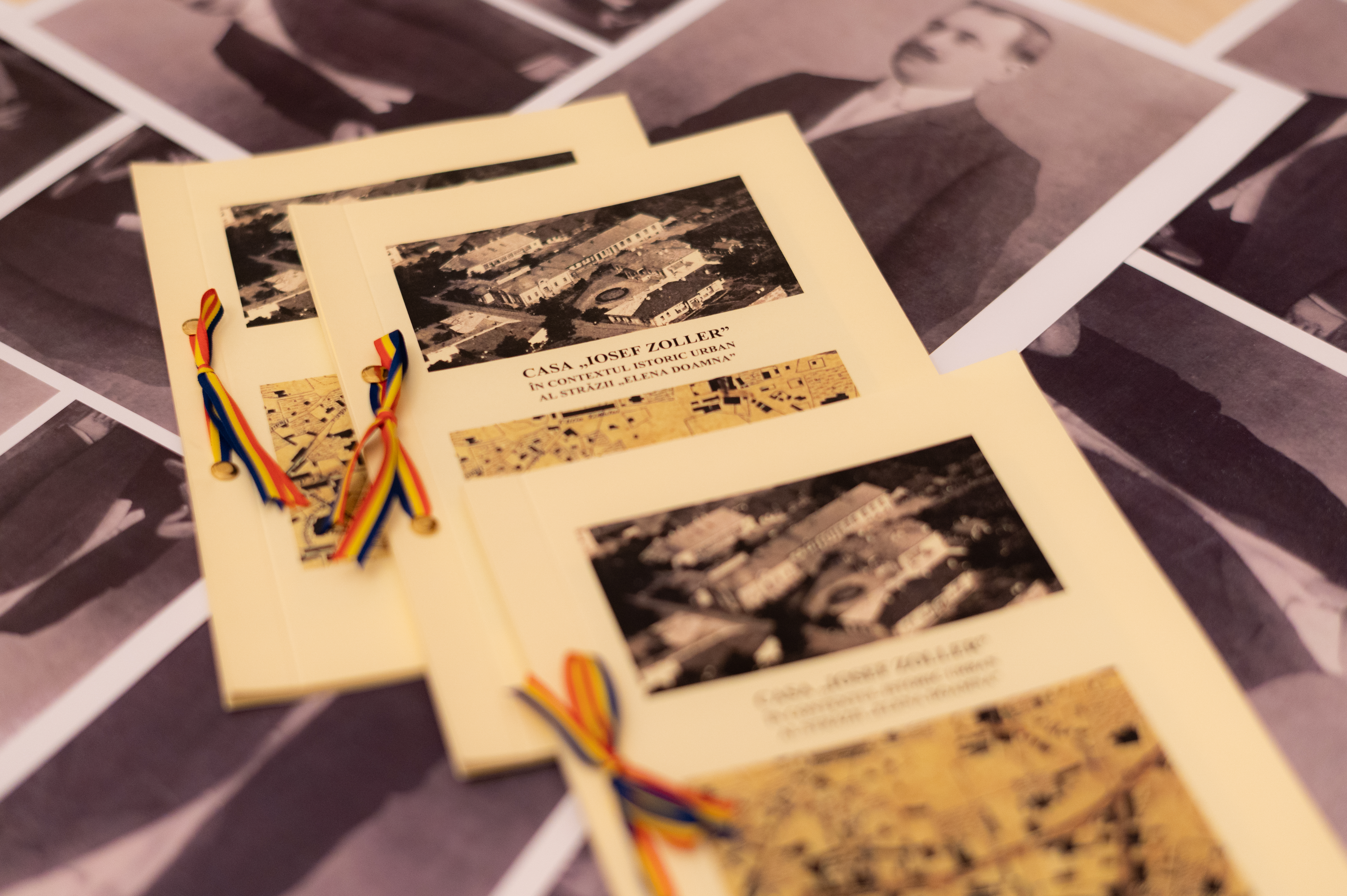
Papetăria Casei Joseph Zoller - 1912

Casa administrează și stația de autobuz de la stradă, unde sunt prezentate fotografii autentice ale casei și ale familiei Zoller.
Casa este intrată în circuitul turistic evreiesc, fiind un reper deseori fotografiat de către grupuri de turiști. 
Din inițiativa actualei proprietare, casa are o papetărie personalizată, care constă în plicuri, vederi, semne de carte, toate purtând însemnele monumentului. 

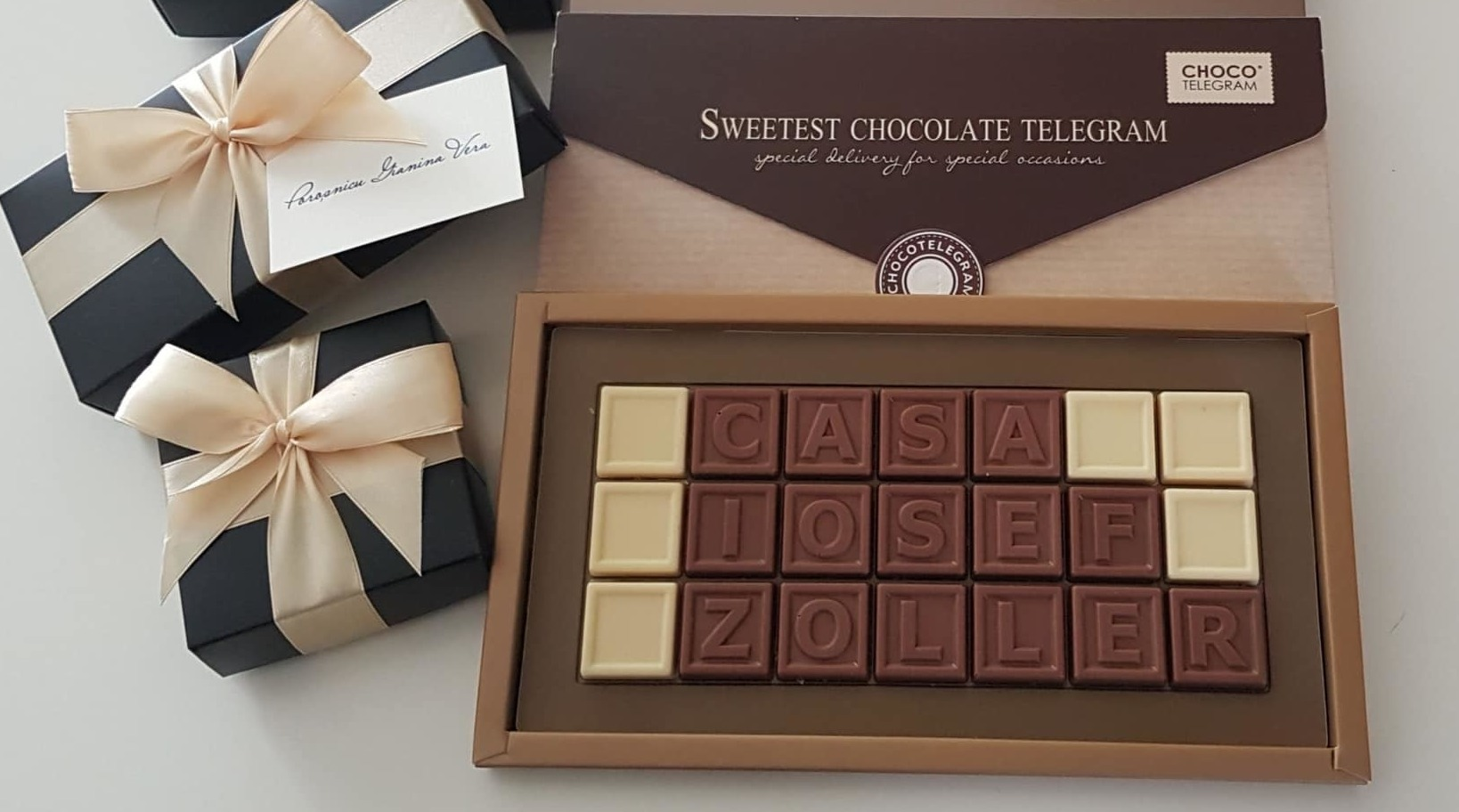
Ciocolată personalizată Casa Joseph Zoller - 1912

Din respect pentru realizările proprietarului inițial, Joseph Zoller, este făcută la comandă ciocolată cu inițialele lui, ambalată în cutii personalizate.  
„Casa Joseph Zoller” a primit vizita multor personalități locale și găzduiește opere de artă, cea mai valoroasă fiind cea de a treia fotografie originală a lui Mihai Eminescu, din cele patru care există. 
„Casa Joseph Zoller” participă la licitații de obiecte de artă și deține fotografii originale ale Elenei Doamna, ale Reginei Maria și ale unor familii boierești autentice. De asemenea, pianul vechi de 100 de ani ce a aparținut faimosului anticar ieșean Dumitru I. Grumăzescu se află în curtea casei, important element de colecție. 
Actualul proprietar pregătește o lansare de carte intitulată Giuvaierul șlefuit, ce spune povestea casei din epoca sa de glorie (1915 - 1924), autoare fiind Olga Caia-Creangă, strănepoata marelui scriitor Ion Creangă.